# Chiropterotriton mosaueri
Chiropterotriton mosaueri is een salamander uit de familie van de longloze salamanders. De soort werd voor het eerst wetenschappelijk beschreven door Harold T. Woodall in 1941. Oorspronkelijk werd de wetenschappelijke naam Oedipus mosaueri gebruikt. Deze salamander werd voor het eerst ontdekt in 1937 en beschreven in 1941, maar werd nadien pas in 2010 opnieuw waargenomen.

## Uiterlijke kenmerken
Chiropterotriton mosaueri is donkerbruin op de rug en geelbruin op de buik. De salamander bereikt een lichaamslengte tussen 39,6 millimeter en 46,4 mm, de smallere staart is tussen 46,5 en 63,9 mm lang. De poten zijn vrij lang in vergelijking met verwante soorten. De tenen hebben een spatelvormig uiteinde en dragen verbonden zwemvliezen.

## Verspreiding en habitat
Chiropterotriton mosaueri leeft in delen van Midden-Amerika en komt endemisch voor in het noordoosten van Mexico, meer bepaald in de Oostelijke Sierra Madre. Hij komt er voor in vochtige grotten in het woud. De salamander deelt zijn habitat onder meer met de verwante soort C. magnipes. De soort is aangetroffen op een hoogte rond 2160 meter boven zeeniveau.